# 두두럭징거미새우
두드럭징거미새우는 징거미새우과의 민물새우이다. 물이 맑은 계류에 사는 새우이다. 수컷의 갑각은 표면에 작은 가시 모양 과립들이 많이 있어서 까칠까칠하지만 암컷의 표면은 매끈하다. 이마뿔과 제2가슴다리로 동정할 수 있다. 5월 중순~7월에 포란한 개체가 발견된다. 계곡 밑바닥의 유기물을 주워 먹으나 수생동물의 사체 등을 먹기도 한다. 한반도 남부에만 분포하는 한국고유종이다.